# 一级方程式赛车女性车手列表
世界一级方程式锦标赛（英語：Formula One，也叫Formula 1或者F1）是由国际汽联举办的最高级别的赛车比赛。名称中的“方程式”是指所有参赛车手和车辆都必须遵守的规则。
在上世纪50至80年代按照F1规则举办的一些非世锦赛赛事（这些赛事并不是世界一级方程式锦标赛的一部分）往往也会被认为是F1比赛。
自从1950年F1引入车手世界冠军以来，共有5名女性车手参加过至少一场F1比赛，但是其中只有两位获得了在正赛中起步的资格。参加F1比赛次数最多的女性车手是劳拉·隆巴蒂，她17次参加比赛，12次通过资格赛，10次完成正赛。
迪塞尔·威尔逊是唯一一位赢得过任何形式的F1分站赛冠军（包括非世锦赛赛事）的女性车手。她在1980年4月7日在布兰兹·哈奇赛道赢得了英国奥罗拉F1系列赛（British Aurora F1 series）的冠军。

## 车手
| 姓名                      | 赛季       | 车队                                 | 参赛次数 (起步次数) 注：世锦赛赛事 | 积分 |
| ------------------------- | ---------- | ------------------------------------ | ---------------------------------- | ---- |
| 玛丽亚·特里萨·德·菲利皮斯 | 1958–1959  | 玛莎拉蒂车队 贝拉 - 保时捷车队       | 5 (3)                              | 0    |
| 劳拉·隆巴蒂               | 1974–1976  | 玛驰车队 RAM车队 弗兰克-威廉姆斯车队 | 17 (12)                            | 0.5  |
| 迪维纳·加里卡             | 1976，1978 | 苏尔特斯车队Hesketh                  | 3 (0)                              | –    |
| 迪塞尔·威尔逊             | 1980       | 威廉姆斯车队                         | 1 (0)                              | –    |
| 吉尔瓦娜·阿玛迪           | 1992       | 布拉汉姆车队                         | 3 (0)                              | –    |

## 测试车手
除了以上五位车手外，还有一些女性车手代表过一些车队参加过测试赛。萨拉·玛利亚·费舍尔在2002年美国大奖赛时代表迈凯伦车队参加了一场测试赛。2005年，凯瑟琳·莱格参加了米纳尔迪车队在瓦尼伦加赛道的测试。
还有一些女性车手与F1车队签约作为车队的测试车手或发展车手。2012年，威廉姆斯车队签下了苏茜·沃尔夫作为他们的发展车手。
玛丽亚·德·薇罗塔也曾是玛鲁西亚车队的车手，她在2012年发生了非常严重的事故导致一眼失明并且失去了嗅觉和味觉，一年后她因为心脏病去世。2014年，索伯车队签下了西蒙娜·德·希尔韦斯特作为“会员车手”（affiliated driver），索伯车队希望她能够参加2015年的比赛。2017年索伯车队签下哥伦比亚车手塔蒂亚娜·卡尔德隆作为发展车手，并在次年续约成为车队的测试车手；她在2018年10月于墨西哥完成自己首次驾驶一级方程式赛车进行测试工作。2019年威廉姆斯车队旗下的威廉姆斯车手学院签下女子方程式的车手傑米·查德威克，作为车队的发展车手；她在稍后赢得了第一届女子方程式的冠军。

## 里程碑
- 第一位参加F1比赛的女性车手：玛丽亚·特里萨·德·菲利皮斯（第一次参赛：1958年摩纳哥大奖赛,第一次起步：1958年比利时大奖赛）[10][11]
- 第一位获得积分的女性车手：劳拉·隆巴蒂（1975年西班牙大奖赛）[12]
- 第一场有多位女性车手参加的比赛：1976年英国大奖赛[13]